# 瓦西里·辛奈斯基

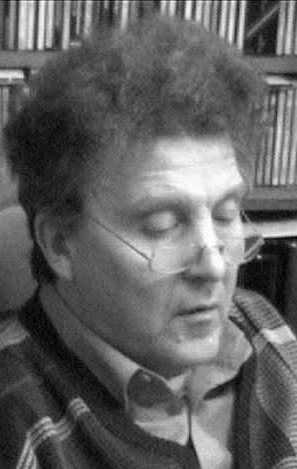
辛奈斯基

瓦西里·塞拉菲莫维奇·辛奈斯基（羅馬化：Vassily Serafimovich Sinaisky；1947年4月20日—），俄罗斯指挥家、钢琴家。

## 職業生涯
辛奈斯基出生于科米共和国阿贝兹，就讀列宁格勒音乐学院時期师从伊利亚·穆辛。之後在莫斯科爱乐乐团担任基里尔·康德拉辛的助理，开始了他的职业指挥生涯。
1976年到1989年期間，辛奈斯基担任拉脱维亚国家交响乐团的主指挥。1991年至1996年，他担任莫斯科爱乐乐团的音乐总监和首席指挥。他还担任过荷兰爱乐乐团的首席客座指挥。
从1996年到2012年1月為止，辛奈斯基在BBC爱乐乐团担任首席客座指挥。辛奈斯基与該團一起为山度士录制了多张唱片，包括席曼诺夫斯基、谢德林、巴拉基列夫、里姆斯基-科萨科夫和施雷克尔的作品，以及肖斯塔科维奇的一系列电影音乐录音等。辛奈斯基现为BBC爱乐乐团的名誉指挥。
2007年1月起，辛奈斯基担任马尔默交响乐团的首席指挥，直到2010年乐季結束為止。在該團任職期間，他为拿索斯进行了商业录音，包括施密特的作品。2009年樂季，辛奈斯基成为莫斯科大剧院的驻院指挥。2010年8月，他被任命为該院音乐总监（兼任主指挥）。2013年12月，辛奈斯基辞去莫斯科大剧院的所有职务。
2018年12月，辛奈斯基首次客座指挥了雅纳切克爱乐乐团，繼而在2019年樂季初始第二次與該團合作。2020年4月，乐团宣布任命辛奈斯基为新任首席指挥，自2020年乐季起生效。

## 录音節選
- 肖斯塔科维奇：电影音乐第1卷，山度士（CHAN 10023）
- 肖斯塔科维奇：电影音乐第2卷，山度士（CHAN 10183）
- 施雷克尔：管弦乐作品第1卷，山度士（CHAN 9797）
- 施雷克尔：管弦乐作品第2卷，山度士（CHAN 9951）
- 巴拉基列夫：第1號交响曲等，山度士（CHAN 24129）
- 利亚多夫：魔法湖等，山度士（CHAN 9911）
- 德沃夏克：斯拉夫舞蹈，水妖精，第7號交响曲， BBC（MM60）
- 柴可夫斯基、格里格：钢琴协奏曲，與Denis Kozhukhin，柏林广播交响乐团，PentaTone（PTC 5186566）